# ایو وروون
ایو وِرووِن (فرانسوی: Yves Verhoeven‎؛ زادهٔ ۲۷ اکتبر ۱۹۶۱) بازیگر اهل فرانسه است.
از فیلم‌ها یا برنامه‌های تلویزیونی که وی در آنها نقش داشته‌است می‌توان به قهرمان خودساخته، کلاهبردار، کمدی قدرت، بتی، مراسم، مادام بوواری، بلامی، کلمن، سفر گروهی و عید اشاره کرد.